# Тейні (округ, Міссурі)
Шаблон:StateAbbr_ 36°39′ пн. ш. 93°02′ зх. д. / 36.65° пн. ш. 93.04° зх. д.
Округ  Тейні (англ. Taney County) — округ (графство) у штаті Міссурі, США. Ідентифікатор округу 29213.

## Історія
Округ утворений 1837 року.

## Демографія
За даними перепису 
2000 року 
загальне населення округу становило 39703 осіб, зокрема міського населення було 19823, а сільського — 19880.
Серед мешканців округу чоловіків було 19233, а жінок — 20470. В окрузі було 16158 домогосподарств, 11053 родин, які мешкали в 19688 будинках.
Середній розмір родини становив 2,83.
Віковий розподіл населення поданий у таблиці:
| Стать    | До 15 років | 15-21 | 22-29 | 30-39 | 40-49 | 50-65 | 65-85 | Понад 85 |
| -------- | ----------- | ----- | ----- | ----- | ----- | ----- | ----- | -------- |
| Чоловіки | 3800        | 1968  | 1948  | 2537  | 2649  | 3393  | 2733  | 205      |
| Жінки    | 3562        | 2099  | 2005  | 2651  | 2834  | 3832  | 3029  | 458      |

## Суміжні округи
- Крістіан — північ
- Дуглас — північний схід
- Озарк — схід
- Меріон, Арканзас— південний схід
- Бун, Арканзас — південь
- Керролл, Арканзас — південний захід
- Стоун — захід

## Виноски
1. ↑  U.S. Decennial Census. United States Census Bureau. Процитовано 22 листопада 2014.
2. ↑  Historical Census Browser. University of Virginia Library. Архів оригіналу за 11 серпня 2012. Процитовано 22 листопада 2014.
3. ↑  Population of Counties by Decennial Census: 1900 to 1990. United States Census Bureau. Процитовано 22 листопада 2014.
4. ↑  Census 2000 PHC-T-4. Ranking Tables for Counties: 1990 and 2000 (PDF). United States Census Bureau. Процитовано 22 листопада 2014.
5. ↑  State & County QuickFacts. United States Census Bureau. Архів оригіналу за 7 червня 2011. Процитовано 14 вересня 2013. [Архівовано 2011-06-07 у Wayback Machine.](англ.) Наведено за англійською вікіпедією.
6. ↑  American FactFinder. Бюро перепису населення США. Архів оригіналу за 26 лютого 2012. Процитовано 31 січня 2008. [Архівовано 2008-05-21 у Wayback Machine.]

| США | Це незавершена стаття з географії США. Ви можете допомогти проєкту, виправивши або дописавши її. |